# Anayet
El Anayet es un volcán que pertenece a los Pirineos. Se sitúa al norte de Aragón (España), casi en la frontera con Francia, y no lejos del volcán de Ossau. 

## Aspecto

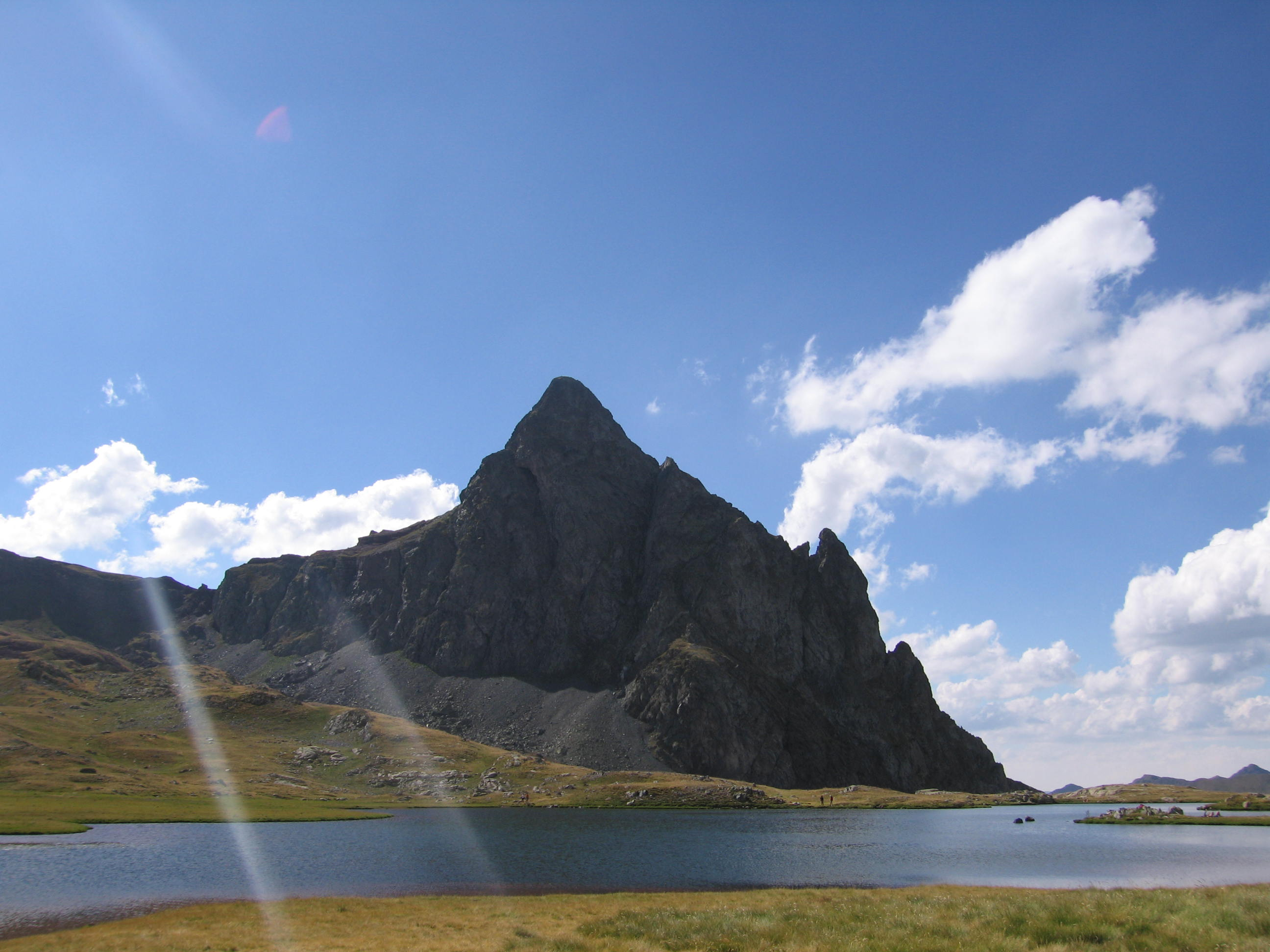
Gran Ibón de Anayet, al pie de la cima.

Se trata de los restos de un volcán que se derrumbó media parte y sólo se conserva lo que quedó de la chimenea. Es algo parecido al pico de Midi d'Ossau. Casi todo el macizo de Anayet se considera restos de una vieja caldera volcánica.
Al pie del pico se asientan los Ibones de Anayet, situados al E y a 2.233 metros de altitud.

## Vulcanismo

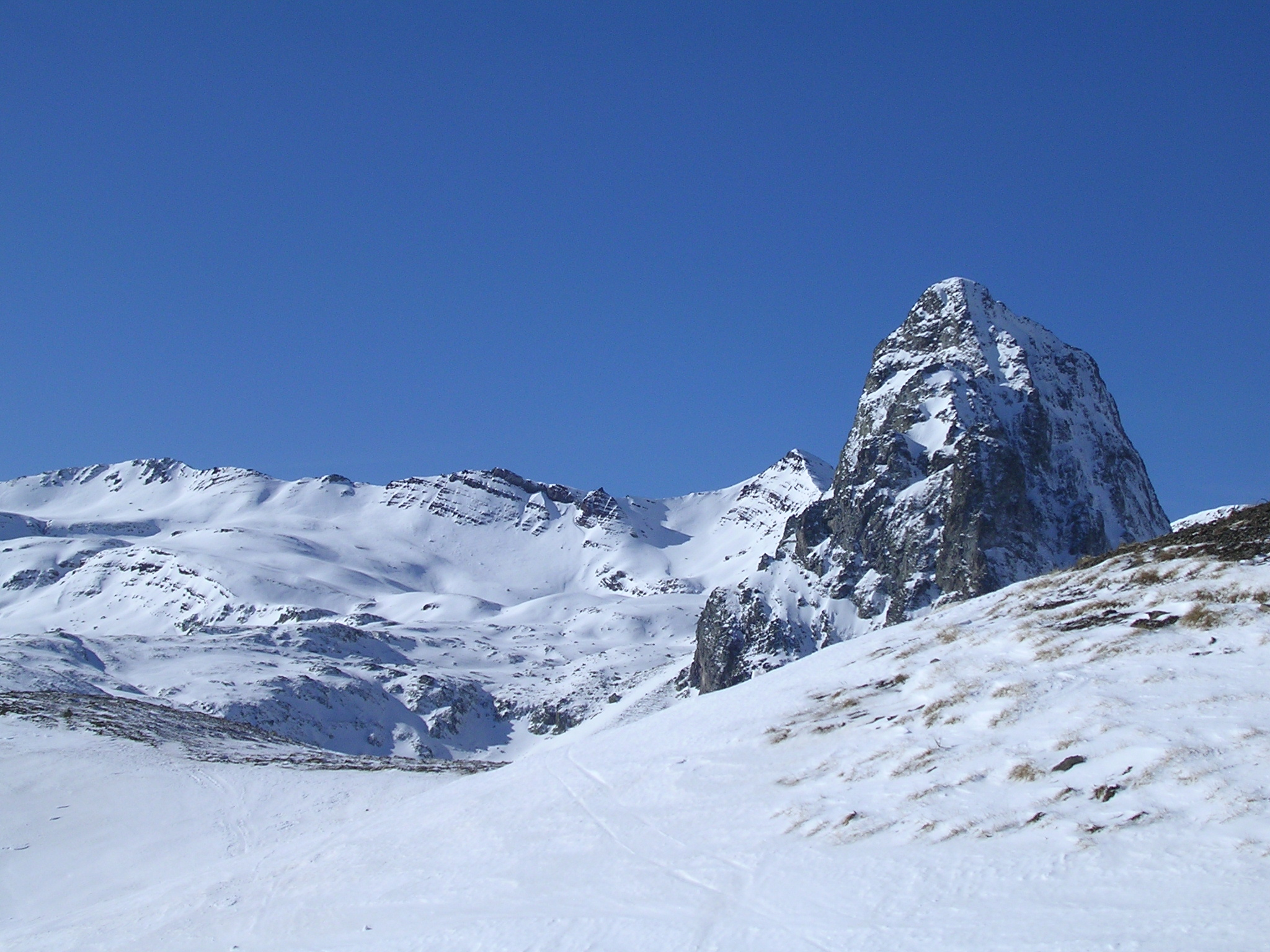
Anayet desde la estación de esquí de Formigal.

De la antigua caldera sólo queda el pitón volcánico que es hoy el pico Anayet, un lacolito y un sill. El lacolito se sitúa pegado a dicho pitón, al SO, que es conocido como punta de las Negras; y el sill, que se sitúa al E del pico Anayet, donde se asientan los Ibones de Anayet más grandes del conjunto lacustre del macizo. La edad del volcán data del Pérmico y la andesita es la roca dominante.

## Acceso

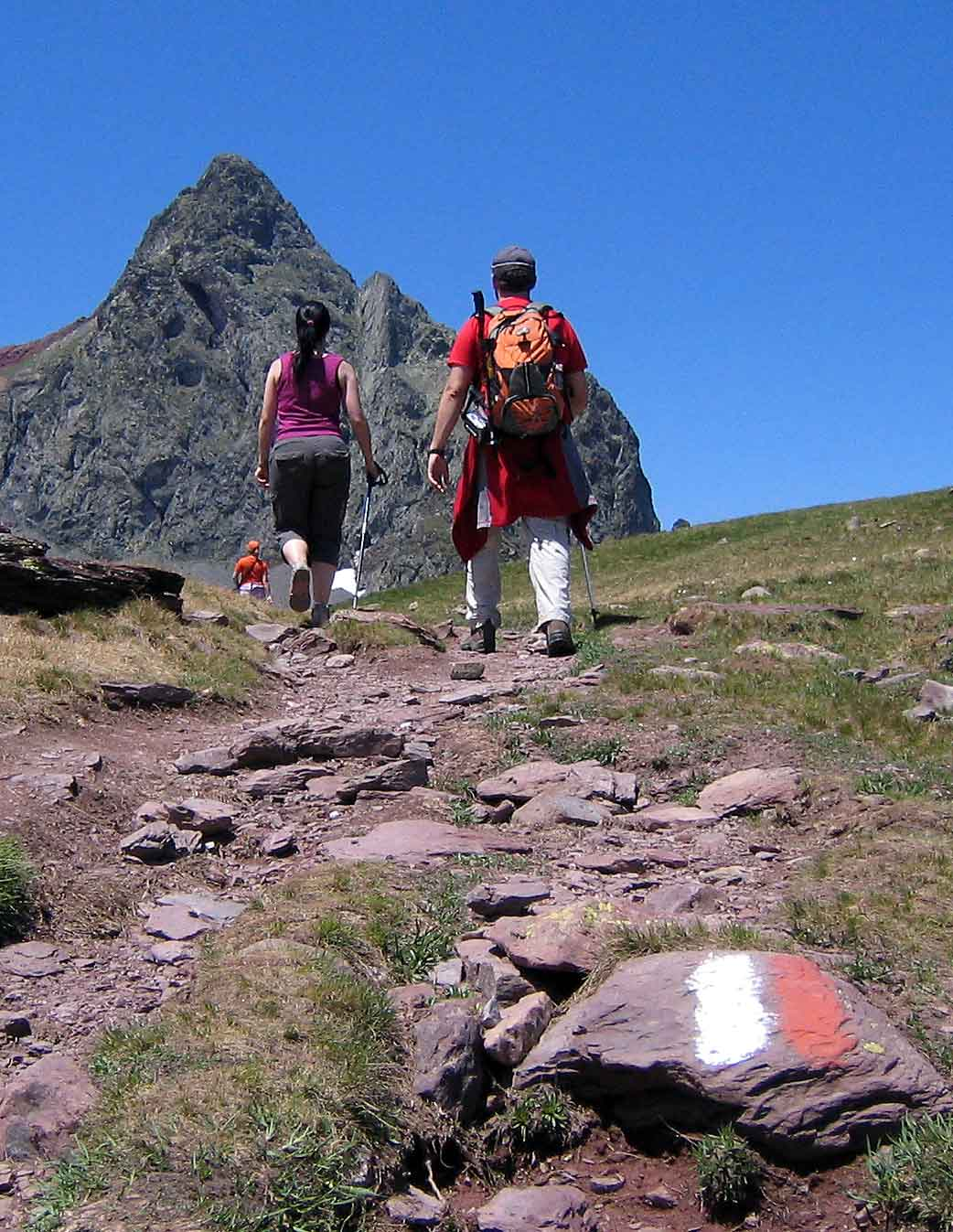
Anayet desde el GR-11.

Es uno de los picos más visitados de los Pirineos. Los senderistas y montañeros ascienden al volcán desde Formigal, siguiendo el sendero de Gran Recorrido 11 y subiendo por los ibones de Anayet. La subida entraña cierta dificultad.
También puede llegarse desde Canfranc, ascendiendo la Canal Roya.

## Aspectos ambientales y alrededores
Un riesgo ambiental que se puede encontrar se trata de la ampliación de la estación de esquí de Formigal, que podría afectar en gran medida al paisaje.